# 李國彬
李國彬，JP（1968年6月4日—），香港公務員，現任創新科技署署長，曾擔任效率專員、香港駐柏林經濟貿易辦事處處長及大埔民政事務專員等要職。
李在1990年起於香港政府任職政務主任職系，曾在衞生署、公務員事務局及政制及內地事務局等多個政府部門效力，亦兩度被港府派駐欧洲。他在2009年至2012年於大埔區出任民政事務專員時因作風過於低調，被區內人士及傳媒戲稱「自閉專員」。

## 早年生涯
李國彬生於1968年6月4日，1990年畢業於香港中文大學政治與行政學系。

## 公務員生涯

### 初年生涯
李國彬於1990年6月加入香港政府任職政務主任，先後於政務總署、布政司署規劃環境地政科及衞生署任職，1993年至1994年間亦在港府安排下獲選至牛津大学進修公共行政学。1997年，他在香港主權由英國移交至中國時由布政司署公務員事務科過渡至公務員事務局，由助理公務員事務司一職改為擔任助理局長。
及後，李效力於工業署及教育統籌局，並在2001年4月被派往香港駐日內瓦經濟貿易辦事處出任副代表。他在香港駐日內瓦經濟貿易辦事處代表香港參與世界貿易組織的談判及會議工作，任內亦於2003年獲選為世貿海關估價委員會主席。他在2006年返回香港後，隨即被派至政制及內地事務局擔任首席助理秘書長。

### 大埔民政事務專員
在2009年，李原定被安排在8月3日起接替潘太平擔任大埔民政事務專員，但行政長官曾蔭權指令禁毒處在大埔區推行校園驗毒試行計劃，並希望可利用潘在區內的人脈作出協調，李因而推遲上任。與此同時，早已在大埔民政事務處候任的李原定上任日期已經刊憲，傳媒一度誤以為會有兩名專員同時在任，然而李被安排在10月初接替潘原定擔任的香港駐成都經濟貿易辦事處主任。最後，李還未前往成都上任，就被安排正排於10月12日正式接替潘出任大埔民政事務專員，並在同日獲委任為官守太平紳士，結束混亂的任命安排。
雖然李最後正式出任大埔民政事務專員，不過他約兩年的任期在區內並不討好，他官僚及內向的低調性格未能與地區人士建立聯繫，更被區內人士及傳媒戲稱為「自閉專員」。李亦被傳出曾在任內出訪大埔民政事務處管轄的分處時，處內的前線職員均認不出他是其首長。李在2011年底退任時沒有一如其他專員接受地區人士的歡送，反而一反常態地自己出資宴請區議員。

### 派駐柏林

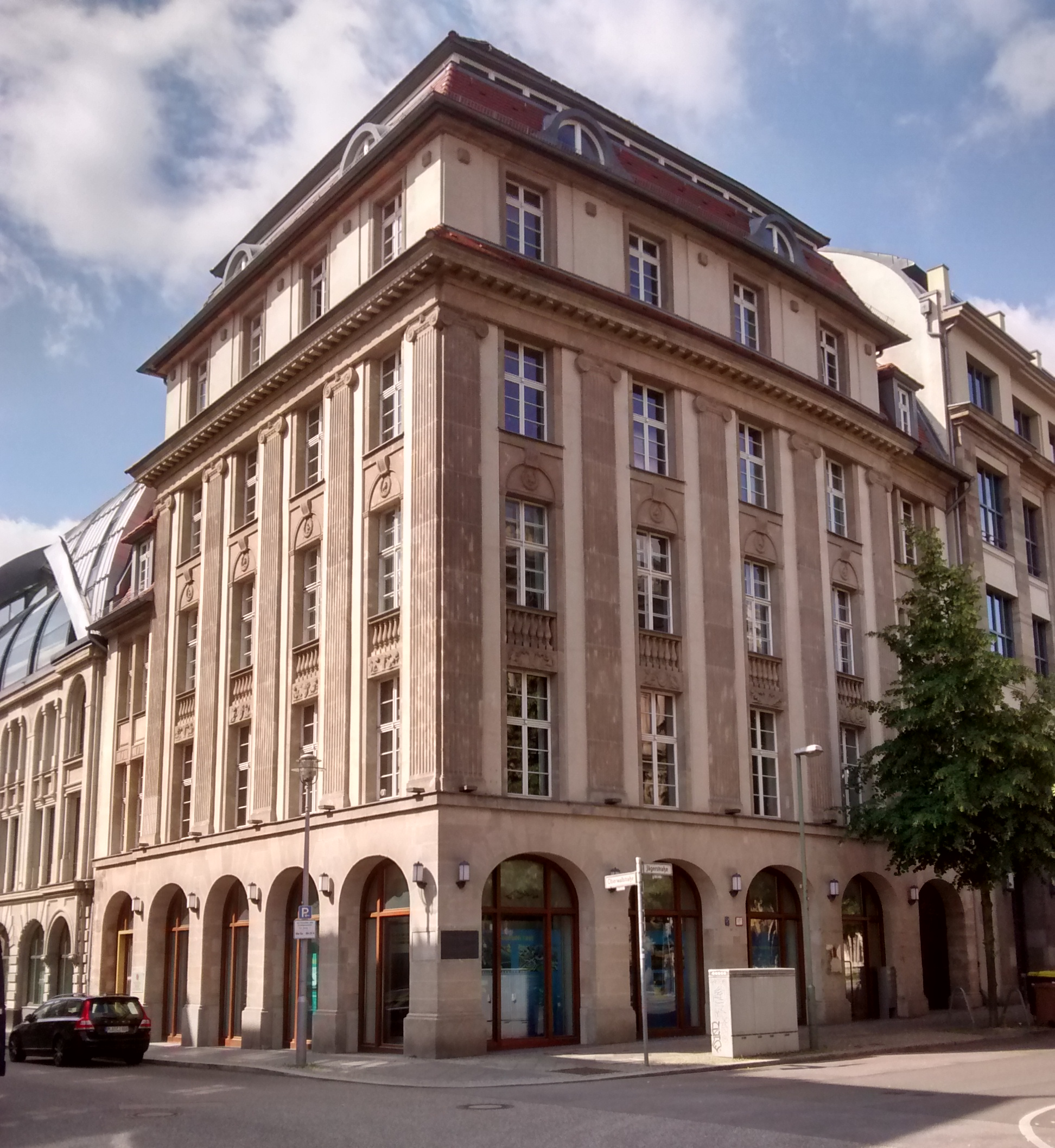
2016年時的香港駐柏林經濟貿易辦事處

在2012年1月初的休假後，李再度前往欧洲，並於同年1月16日起擔任香港駐柏林經濟貿易辦事處處長。李在任期內除了於中东欧八國促進當地與香港的商業及經貿關係，亦積極向各國推廣香港文化。李甫上任後就與香港貿易發展局在柏林、杜塞尔多夫、汉堡及维也纳與杜塞爾多夫電影博物館及大都會電影院等文化機構合辦香港電影節。他在任內延續辦事處於柏林及伯尔尼舉行周年酒會的傳統，向中東歐商界和學術界推廣香港在經貿上的獨有優勢。他在2013年4月正式晉升為首長級乙級政務官，並在同年11月再次被奉為官守太平紳士。在2014年9月1日，何小萍接任柏林經貿辦處長，而李則從歐洲返回香港。

### 重返香港
李在返回香港後擔任房屋署副處長，負責機構事務，期間曾與署長應耀康主動出訪部門各辦公室了解員工工作情況，亦出資贊助部門羽毛球比賽。就2015年資助房屋食水含鉛事件，兼任香港房屋委員會秘書的李需定期對外匯報事件最新情況。雖然受事件困擾，但李仍在2016年中獲安排前往哈佛大学修讀短期的高階管理課程，並在回港後再繼續跟進鉛水事件。隨後，李於2018年1月起轉為出任創新科技署副署長，協助創科署署長處理創新科技事宜及部門的一切政務。
在2020年12月14日，李獲安排接替退休離任的聶世蘭擔任為效率專員，為效率促進辦公室的首長。他在上任後隨即向香港立法會提出再向社會創新及創業發展基金注資5億港元，令基金可以多運作數年，並拓寬推動的產業以回應社會需要。在2023年6月12日，港府安排他出任因潘婷婷退休而懸空的創新科技署署長，而蘇貝茜則於同日接任效率專員。他在上任後積極以產學合作推動科技發展，並策劃成立香港微電子研發院支援第三代半导体的開發工作，亦改善針對工業4.0的工商界資助計劃。

## 榮譽

### 殊勳
- 官守太平紳士（J.P.）（2009年10月12日－2012年1月15日[9]；2013年11月1日－[18]）

### 頭銜
- 李國彬，JP（Ivan Lee Kwok-bun, JP，2009年10月12日－2012年1月15日[9]；2013年11月1日－[18]）

## 外部連結
- 李國彬的個人官方領英頁面 Archive.today的存檔，存档日期2021-11-08

| 政府职务      | 政府职务                                                  | 政府职务      |
| ------------- | --------------------------------------------------------- | ------------- |
| 前任： 潘太平 | 大埔民政事務專員 2009年10月12日－2012年1月15日            | 繼任： 鄭青雲 |
| 前任： 黃繼兒 | 香港駐柏林經濟貿易辦事處處長 2012年1月16日－2014年8月24日 | 繼任： 何小萍 |
| 前任： 聶世蘭 | 效率專員 2020年12月14日－2023年6月11日                    | 繼任： 蘇貝茜 |
| 前任： 潘婷婷 | 創新科技署署長 2023年6月12日－                            | 現任          |